# M141反碉堡彈藥
M141反碉堡彈藥（英語：M141 Bunker Defeat Munition，簡稱：BDM；又稱：一次性肩射多用途攻擊武器，簡稱：SMAW-D）是一款由美国飛機製造商麦克唐纳-道格拉斯公司（麥道）所研製、現由塔利防禦系統（納姆·塔利）所生產的單發式肩射型武器，旨在擊破硬化結構。該武器的設計是對美国海军陆战队Mk 153肩射多用途攻擊武器（SMAW）的修改型，以填補美国陆军“碉堡剋星”類別武器庫存中的空白。發射83毫米火箭彈。

## 服役歷史
美國陸軍反碉堡彈藥計劃當中有兩款參與評選的武器系統。在評選當中，麥克唐納-道格拉斯（後來的塔利防禦系統公司）所提供的武器系統採用了與美國海軍陸戰隊肩射多用途攻擊武器相同的彈頭，但裝上了燃燒時間較短的火箭發動機；另一款由瑞典佛倫內德飛比斯福肯軍械公司（FFV）為阿連特科技系統公司（ATK；後來的霍尼韦尔）所研發，以美國海軍陸戰隊的肩射多用途攻擊武器所用的彈頭相同雙用途彈頭取代AT4／M136原來的標準型高爆反坦克彈頭。佛倫內德飛比斯福肯軍械公司將AT4的碉堡剋星版本命名為FFV AT8。1996年，麥克唐納-道格拉斯用以參與評選的武器系統被選中。在一次獨特的行動當中，美國陸軍訂購了一批1,500具，然後是第二批4,500具，這兩批次都被安置在應急存儲容器當中，用於加快發配給戰鬥中的單位的速度。1999年，SMAW-D正方交付給陸軍使用。
參與1994年財政年度國防授權法案的會議人仕一致認為，陸軍的反碉堡彈藥和海軍陸戰隊的肩射多用途攻擊武器過於相似，無法證明單獨的長期項目是合理的事，陸軍應該執行臨時反碉堡彈藥計劃。國會將反碉堡彈藥的採購量限制在6,000具。
美國有线电视新闻网的新聞片段顯示，在托拉博拉的行動當中，美國陸軍遊騎兵打擊塔利班與基地组织時，對多個設防的洞穴發射多枚M141火箭彈，可被CNN記者誤認為AT4／M136。

## 設計細節
SMAW-D的操作原理為無後座力砲，因為發射火箭彈所產生的後座力會被從武器後部所噴出的“筒後噴火”所抵消掉。但這也導致SMAW-D本身就像這種設計的所有武器那樣，有著被高壓氣體被靠近後方的牆壁反射而燒傷自己的危險性，在狹窄的城市環境中作戰時需要特別注意。
M141有兩種配置：發射器長度為810毫米（32英寸）的攜帶模式，以及發射器延伸至其全長1,400毫米（55英寸）的預備發射模式。
彈頭與是對美国海军陆战队Mk 153肩射多用途攻擊武器一樣，為高爆雙用途彈（英語：High Explosive Dual Purpose，簡稱：HEDP）。它能有效打擊磚石和混凝土地堡，以及輕型裝甲車輛。火箭彈能夠貫穿200毫米（7.87英寸）的混凝土，300毫米（11.81英寸）的磚塊或是2.1公尺（6.89英尺）的沙袋。在擊中諸如沙袋之類的軟目標以上時，引爆會被延遲直到火箭彈已經埋入目標當中，以造成毀滅性的效果。彈頭在與硬目標接觸時則是即時引爆。

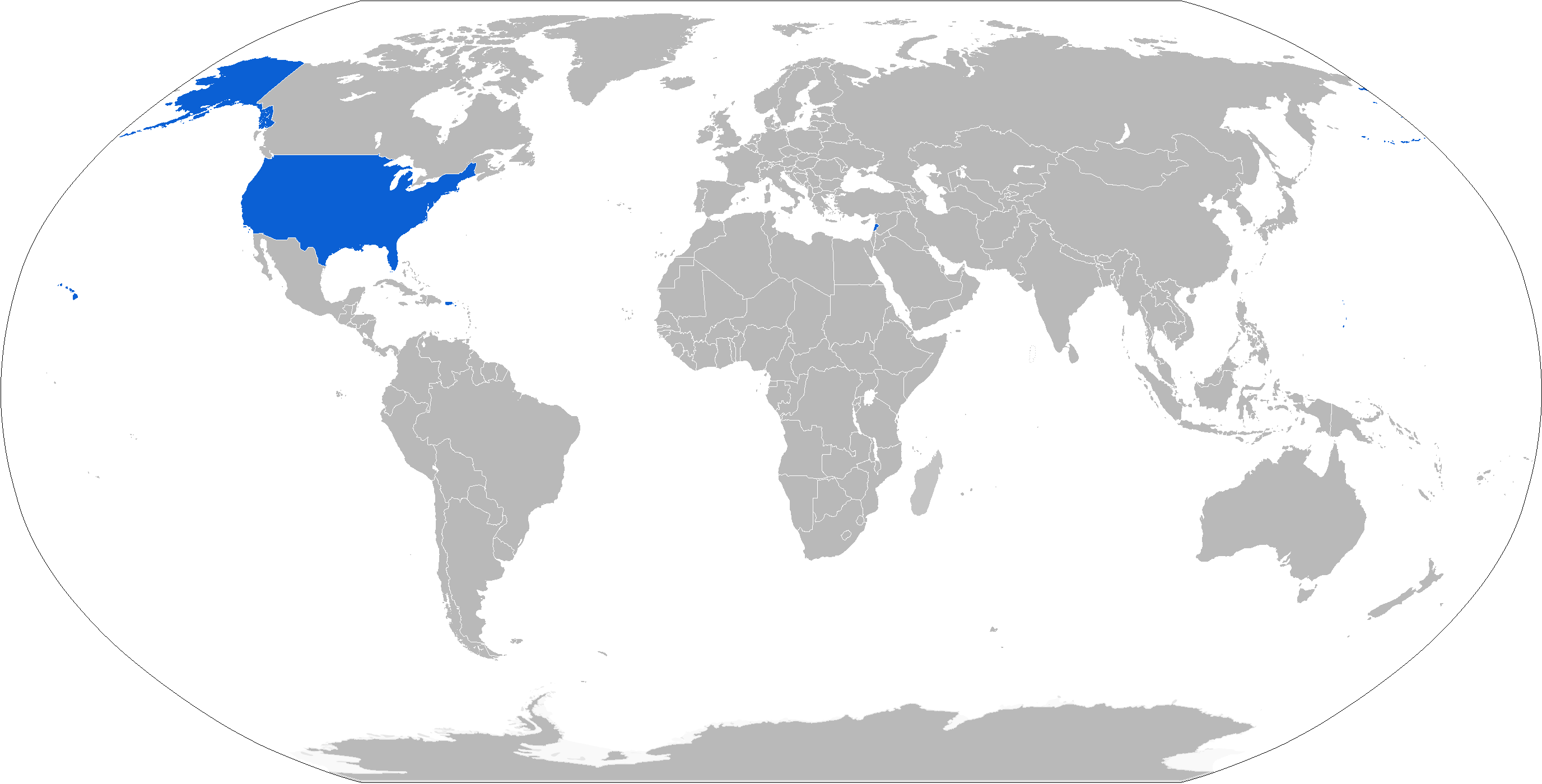
藍色為M141反坦克導彈的使用國。

## 使用國

### 目前的使用國
- 阿富汗伊斯蘭酋長國
- 黎巴嫩
  - 黎巴嫩軍隊遊騎兵（英语：Lebanese Commando Regiment）[4]
- 乌克兰：2022年俄羅斯入侵烏克蘭期間獲美國軍援。
- 美国

## 資料來源
1. ↑  Jane's Infantry Weapon's 1995–96 page 221
2. ↑  .   [2019-04-13]. （原始内容存档于2020-01-19）.
3. ↑  在發射火箭彈以後，可以看到火箭彈以尾部的噴氣式噴嘴的推力朝向目標，而這噴嘴從發射器以內的所燃燒起來的熱量仍在發光。這使得M141的火箭彈看起來就像在火箭彈的尾部裝有紅寶石般的曳光藥劑。
4. ↑  .   [2019-04-13]. （原始内容存档于2019-06-03）.

## 外部連結
- （英文）—SMAW-D - FAS （页面存档备份，存于）
- （英文）—M141 Bunker Defeat Munition - Forecast International （页面存档备份，存于）